# 伊藤俊輔 (政治家)
伊藤 俊輔（いとう しゅんすけ、1979年8月5日 - ）は、日本の政治家。立憲民主党所属の衆議院議員（3期）。
父は国土庁長官を務めた元衆議院議員の伊藤公介。

## 来歴
東京都町田市生まれ。小学校から大学まで桐蔭学園で過ごした後、北京大学留学を経て、中央大学経済学部国際経済学科を卒業。大学卒業後は起業し、航空貨物会社を経営。中央大学OB探訪によると、”桐蔭横浜大学を卒業し中国の北京大に留学、25歳で中央大学経済学部に編入学。3年次からの2年間を多摩キャンパスで学んだ。”と記載されている。
2012年、維新政治塾に入塾。同年、父・公介が次期衆議院議員総選挙で自由民主党の公認を得られず、引退を表明（2009年の第45回衆議院議員総選挙で落選）。第46回衆議院議員総選挙東京23区から日本維新の会公認で立候補する俊輔を支援する意向を示し、俊輔は同党公認で立候補したが、自民党新人の小倉將信、民主党前職の櫛渕万里の後塵を拝し、得票数3位で落選した。
2014年の第47回衆議院議員総選挙には維新の党公認で東京23区から立候補したが、自民党前職の小倉、民主党元職の櫛渕に再び敗れた。
2015年の維新の党分裂の際は新党おおさか維新の会（翌年に日本維新の会に党名変更）に参加し、2016年2月9日、おおさか維新の会の東京23区支部長に就任。
2017年9月28日、衆議院解散。同日、民進党は希望の党への合流を決定。9月30日、日本維新の会は希望の党との間で候補者のすみ分けに合意し、東京都内の選挙区では候補者を擁立しないことを発表。伊藤は取材に対し、「厳しい判断かもしれないが、前向きにとらえている。希望の党とは政策の方向性は一致しており、改革を連携して進めるという判断だと思う」と述べた。
10月3日、希望の党は衆院選の第1次公認192人を発表。同党が東京23区において伊藤を公認し、民進党に所属していた櫛渕は千葉3区に擁立することが明らかとなった。10月22日投開票の第48回衆議院議員総選挙で、希望の党は比例東京ブロックで3議席を獲得。伊藤は小倉に小選挙区で敗れるも、3番目の惜敗率（69.171％）により比例で初当選を果たした。
2018年5月7日、民進党と希望の党の合流により結党された国民民主党に参加した。
2019年1月15日、国民民主党へ離党届を提出、立憲民主党の衆議院会派である「立憲民主党・無所属フォーラム」への入会を届け出た。所属していた国民民主党は同月23日の同党総務会において「当選1期の新人議員であり、今回の行為は苦慮の上のものであったことは推察される」とする半面、伊藤の行為が「党の結束を乱す行為・言動」に抵触するものだと指摘し、伊藤に対して「公職の辞任勧告」を行った上で離党届を受理することが認められた。
比例復活のため入党は不可能であったが、2020年9月15日に新たな立憲民主党が結成されると、同党に参加した。同年8月5日、日本共産党の衆院選公認候補の早川寛は、出馬予定の選挙区を東京21区から東京23区に変更すると発表。
2021年10月13日、日本共産党は次期衆院選に向け、立憲民主党と競合する22の選挙区で候補者を取り下げる方針を発表。その中には東京23区も含まれ、早川は立候補を見送り、野党一本化が実現した。同年10月31日の第49回衆議院議員総選挙に立憲民主党公認で立候補。小倉に敗れるも、票差を前回より縮め、再び比例復活によって再選。枝野幸男代表の辞任に伴う代表選挙（11月30日実施）では小川淳也の推薦人に名を連ねた。
2024年9月23日に実施された代表選挙では野田佳彦の推薦人に名を連ねた。
同年10月27日の第50回衆議院議員総選挙では、小倉が立候補を見送る中で自民党の新人に比例復活を許さず3選。

## 政策・主張

### 憲法問題
- 憲法改正について、2017年のアンケートで「賛成」と回答[26]。2021年のアンケートで「どちらとも言えない」と回答[27]。
- 憲法9条への自衛隊の明記について、2021年のアンケートで「反対」と回答[28]。
- 安全保障政策について「専守防衛を守り、合憲の範囲で現実的な対応を」と主張[29]。

### ジェンダー問題
- 選択的夫婦別姓制度の導入について、2017年、2021年のアンケートで「賛成」と回答[26][27]。
- 同性婚を可能とする法改正について、2021年のアンケートで「賛成」と回答[28]。
- 「LGBTなど性的少数者をめぐる理解増進法案を早期に成立させるべきか」との問題提起に対し、「賛成」と回答[27]。
- クオータ制の導入について、2021年のアンケートで「賛成」と回答[28]。

### その他
- 「原子力発電への依存度について今後どうするべきか」との問題提起に対し、2021年のアンケートで「ゼロにすべき」と回答[28]。
- 新型コロナウイルス対策として、消費税率の一時的な引き下げについて、「必要」と回答[28]。
- エネルギー政策について「原発に依存しない日本へ。世界は脱炭素化（CO2ゼロ）時代。再生可能エネルギー等、新しい産業で新たな文明への挑戦」[29]と主張。
- 永住外国人の地方参政権を認めるべきではない、と回答している[30]。
- 受動喫煙防止を目的に飲食店等の建物内を原則禁煙とする健康増進法改正に賛成[31]。

## 人物
- 2006年1月16日付の朝日新聞に、耐震偽装問題に揺れたヒューザー小嶋進社長との関係が報じられる。記事は、”～フューチャービジネスネットワーク（東京都中央区）。代表取締役は伊藤元長官の三男～”として紹介。また、”耐震強度偽装問題が公表される2日前の昨年11月15日、小嶋社長が国土交通省課長と面会した場に同席していたことが分かっている。元長官の政治団体「東京公友会」の政治資金収支報告書によると、2004年9月の政治資金パーティーでヒューザーがパーティー券100万円を購入、小嶋社長自身も、2000～03年に各16万円を献金したとの記載がある。”と報じている[32]。
- 2017年10月15日に町田駅前で開かれた街頭演説会において、伊藤の応援に立って「東急ハンズにもニトリにも、いろんなものが売っていますけど、ちょっと足りないのが希望」と発言した希望の党代表の小池百合子東京都知事（当時）に対し、東急ハンズはTwitterで「東急ハンズでは、お客様の『希望』を叶えたいと、スタッフ一同がんばっています。それは、ニトリさんも一緒だと思います。もちろん、これからもずっと、がんばります」と投稿し、「大人の対応」と話題になった[33]。
- 2018年12月2日、町田市の有権者を集めクリスマスディナーショーを開催。歌手の五木ひろしを呼び13曲歌わせたことが、12月26日発売の『週刊新潮』で報じられる。当日、五木ひろしの会場トークで、「本来なら私のディナーショーは5万1500円。普通1万5000円ではやらない。今日はボランティア価格。」などの発言があったことが明らかとなり、有権者への利益供与が疑われている[34]。
- 2024年7月17日配信の『現代ビジネス』が、伊藤の伯父（伊藤公介の実兄）が4月18日に対立候補である小倉將信のポスターを破り、器物損壊の容疑で逮捕され、5月下旬には書類送検されたと報じた。伊藤の事務所は現代ビジネスの取材に対し、「議員本人以外の親族に関するお問い合わせにつきましては、当該私人のプライバシーに関する事柄ですので当然お答えする立場にありません」と回答した[35]。

## 所属団体・議員連盟
- UR住宅居住者を支援する議員連盟
- 日本語教育推進議員連盟[36]
- 障がい・難病政策推進議連[36]
- 日独友好議員連盟[36]
- 日本バングラデシュ議員連盟[36]
- 日本パプアニューギニア友好議員連盟[36]
- 日中友好議員連盟[36]

## 選挙歴
| 当落 | 選挙                   | 執行日         | 年齢 | 選挙区       | 政党           | 得票数     | 得票率 | 定数 | 得票順位 /候補者数 | 政党内比例順位 /政党当選者数 |
| ---- | ---------------------- | -------------- | ---- | ------------ | -------------- | ---------- | ------ | ---- | ------------------ | ---------------------------- |
| 落   | 第46回衆議院議員総選挙 | 2012年12月16日 | 33   | 東京都第23区 | 旧日本維新の会 | 5万9166票  | 20.46% | 1    | 3/6                | 4/3                          |
| 落   | 第47回衆議院議員総選挙 | 2014年12月14日 | 35   | 東京都第23区 | 維新の党       | 5万836票   | 19.98% | 1    | 3/4                | 4/3                          |
| 比当 | 第48回衆議院議員総選挙 | 2017年10月22日 | 38   | 東京都第23区 | 希望の党       | 7万6450票  | 31.09% | 1    | 2/3                | 3/3                          |
| 比当 | 第49回衆議院議員総選挙 | 2021年10月31日 | 42   | 東京都第23区 | 立憲民主党     | 12万6732票 | 48.75% | 1    | 2/2                | 1/4                          |
| 当   | 第50回衆議院議員総選挙 | 2024年10月27日 | 45   | 東京都第23区 | 立憲民主党     | 11万1851票 | 59.03% | 1    | 1/3                | /                            |